# 巨頭刺頸龜
巨頭刺頸龜（學名：Acanthochelys macrocephala）是刺頸龜屬下的一種龜，發現於阿根廷、巴西、巴拉圭和玻利維亞。